# 博杜安一世 (佛兰德)
博杜安一世（830年代—879年），首位佛兰德伯爵，统治佛兰德伯国，是佛蘭德家族的始祖。曾强行迎娶加洛林帝国皇帝秃头查理之女朱迪丝并与之私奔。朱迪丝原為威塞克斯王后，在丈夫死后返回法国。秃头查理因此命手下主教将博杜安和朱迪丝开除教籍。为此，博杜安和朱迪丝前往罗马向教皇尼各老一世求情并获准恢复教籍。此后，秃头查理任命博杜安抵御维京人，博杜安因此逐渐扩大了领土范围，占领了根特圣伯多禄修道院。其子为博杜安二世。